# Tonička Bolavá
Tonička Bolavá (v originále Tiffany Aching) je postava z knih Terryho Pratchetta, žijící na Zeměploše. Je protagonistkou románů Svobodnej národ, Klobouk s oblohou, Zimoděj, Obléknu si půlnoc a Pastýřská koruna (poslední román Terryho Pratchetta), které tvoří vzájemně navazující sérii právě o Toničce.
Tonička je nejmladší z čarodějek Zeměplochy. Navzdory tomu, že vyrostla na Křídě, která je sotva tvrdší než jíl (čarodějky potřebují tvrdou půdu - ale Pazourek jí nahrazuje), je velmi dobrou čarodějkou. V devíti letech zachránila svého bratra Čestmíra a baronova syna Rolanda před jezerní obludou a královnou víl za pomocí pánvičky a vlastní hlavy. V jedenácti letech složila pendul, „porazila“ Zlojroj a popovídala si se Smrtěm. Ve třinácti porazila Zimoděje a odvrátila led a sníh od celé Křídy. V osmnácti (spolu s dalšími čarodějkami) porazí elfy a mj. se snaží převychovat (svrženou a vyhnanou) královnu víl, která je však později zabita jedním z elfů, kteří se vzbouřili.

## Charakteristika
Tonička pochází z chudé farmářské rodiny, má šest starších sester a mladšího brášku Čestmíra. Dělá výborný domácí sýr a tvaroh a umí utlouct máslo lépe než její matka.
Tonička má hnědé vlasy i oči (hnědé jako země). Většinou na sobě mívá světle modré či světle zelené šaty, na nohou nosívá pevné hnědé boty a na hlavě - pro ostatní neviditelný - špičatý klobouk s nebeskou oblohou. Nerada se obléká do černého.
Celé Toniččino jméno je Marie Antoaneta. Ona sama už od dětství tušila, že život s takovým jménem nebude právě jednoduchý. Pojmenována byla po obou svých babičkách, ale všichni jí odjakživa říkají Tonička.
Je vnučkou babičky Bolavé, čarodějky z Křídy. Stejně jako babička Bolavá je pevně spjatá z krajinou svého původu, má křídu v kostech. Do svých devíti let přečetla celý babiččin slovník, protože jí nikdo neřekl, že se to od dětí jejího věku nečeká. Občas má trochu problém s výslovností některých složitých slov, jelikož nepřišla do kontaktu s nikým, kdo by je vyslovit uměl. Ve volných chvílích ráda navštěvuje potulné učitele, aby se dozvěděla něco nového, nebo lechtá pstruhy a pozoruje, jak se smějí.
Na přechodnou dobu byla keldou klanu Nac Mac Fíglů, kteří ji od té doby nespouštějí z dohledu (ani když si to přeje), nazývají ji "naša malá bosorbaba" a jsou pro ni ochotni položit život. Zvlášť blízký vztah k ní má "Velkej chlap" Rob Kterýten.
V jedenácti letech odešla v doprovodu čarodějky slečny Klíšťové z domu do učení ke slečně Rovnovodovážné. Na rozloučenou dostala od Rolanda přívěsek koně ze stříbra - ne jak kůň vypadá, ale co kůň je. Přívěsek se později stal součástí jejího pendulu a pomohl jí postavit se zlojroji i Zimodějovi.
Tonička s sebou vždycky nosí kousek provázku.

## Třetí myšlenky
Tonička má ještě další - pro běžné lidi znepokojující - vlastnost, tzv. Třetí myšlenky. První myšlenky jsou obyčejné, každodenní a má je každý z nás. Druhé myšlenky mají lidé, kteří přemýšlí rádi. Jde o myšlenky, jak a o čem přemýšlíme. Třetí myšlenky pozorují svět a myslí si samy pro sebe; naslouchat jim umí právě čarodějky.

## Babička Bolavá
Babička Bolavá (za svobodna Marie Stejskalová) bydlela se svými dvěma psy Hromem a Bleskem v domečku na kolečkách v kopcích, nazývaných „Důliny“. Moc nemluvila, chovala na pastvinách ovce, vše léčila terpentýnem (a nadávkami) a všude okolo ní byla vždy cítit vůně tabáku Šťastný námořník. Toničku nazývala „moje malá džigit“. Ve starém jazyce pastevců to znamenalo číslovku dvacet a Tonička byla jejím dvacátým vnoučetem. Všichni lidé v okolí se vždy chovali tak, jak jim babička Bolavá ukázala a s vědomím toho, že je z kopců stále pozoruje. Když zemřela, bylo Toničce sedm let.

## Další blízké postavy
- mladší bratr Čestmír - dovede se ulepit téměř čímkoliv a s oblibou jí žabí koláčky
- šest starších sester - Hanka, Hýčkanka a další, které jsou už vdané
- Nac Mac Fíglové (Svobodnej národ) - zvláštní druh víl, jejichž největší radostí je pít, krást a bojovat
- Roland - syn barona na Křídě, byl do Toničky zamilovaný
- bábi Zlopočasná - jedna z nejvýznamnějších zeměplošských čarodějek, darovala Toničce klobouk (projev uznání) a před svou smrtí jí odkáže všechen svůj majetek (kromě své kočky)
- slečna Rovnovodovážná - čarodějka, od níž se Tonička dozvídá, co "být čarodějkou" opravdu znamená
- Petulie Chrupavková - čarodějka v učení, nerada s kýmkoliv nesouhlasí a při létání na koštěti příliš neovládá zatáčky